# Benjamin Stillingfleet
Benjamin Stillingfleet (1702 - 15 décembre 1771) est un botaniste, traducteur et éditeur britannique. Il est décrit comme le premier bas bleu.

## Biographie
Robert Price, dont Gainsborough fit le portrait en 1754, l'accompagna dans ses excursions naturalistes et dessina les gravures de son traité Observations on Grasses, publié en 1762.

## Écrits
- Miscellaneous Tracts Relating to Natural History, Husbandry and Physick (1759)
- Paradise Lost: An Oratorio (1760) words by Stillingfleet, music by John Christopher Smith
- Principles and Power of Harmony, (1771) - translation
- Literary life and select works of Benjamin Stillingfleet, (1811)[3]